# Friedrich Franz Anton von Hohenzollern-Hechingen
Friedrich Franz Anton, Prinz von Hohenzollern-Hechingen (* 3. November 1790 in Böhmen; † 14. Dezember 1847 in Piešťany) war Prinz zu Hohenzollern-Hechingen, Burggraf zu Nürnberg sowie Generalfeldmarschallleutnant.

## Leben
Friedrich Franz Anton wurde 1790 als Sohn des Prinzen Friedrich von Hohenzollern-Hechingen und dessen Ehefrau Maria Theresia, Gräfin von Wildenstein, Tochter des Reichsgrafen Johann Christoph von Wildenstein, geboren. Die volle Titulatur lautete Friedrich Franz Anton Meinrad, Prinz von Hohenzollern-Hechingen, Burggraf zu Nürnberg, Graf von Veringen. Er war ein Enkel von Franz Xaver von Hohenzollern-Hechingen und ein Urgroßneffe von Josef Friedrich Wilhelm Fürst von Hohenzollern-Hechingen.
Friedrich wuchs als erstes von vier Kindern auf. Da sein Vater der Armee diente, sah er diesen nur selten und hatte eine enge Beziehung zu seiner Mutter, die im Jahr 1835 starb. Friedrich trat ebenfalls eine militärische Laufbahn ein und wurde schließlich General der Kavallerie. Nach dem Tod seines Vaters im Jahr 1844 bekam Friedrich hohes Ansehen, da er nun als der Burggraf zu Nürnberg galt.
Im Jahr 1839 heiratete Friedrich die 20 Jahre jüngere Karoline Prinzessin von Hohenzollern-Sigmaringen (1810–1885), Tochter von Karl von Hohenzollern-Sigmaringen, durch diese kam die Familie auf das Schloss Hettingen.
Friedrich Franz Anton von Hohenzollern-Hechingen starb im Jahr 1847 in Piešťany. Damit erlosch diese Hohenzollern-Linie, die das Indigenat zu Ungarn besaß, mit dem einzigen Sohn des Erwerbers. Seine Witwe Karoline heiratete später in zweiter Ehe Johann Stäger von Waldburg, nachmals kaiserlich-königlicher General.

## Archivalien
- Militärakte im Kriegsarchiv in Wien